# La Fortune sourit aux vagabonds
Pour plus de détails, voir Fiche technique et Distribution.
La Fortune sourit aux vagabonds (titre original: Lumpazivagabundus) est un film allemand réalisé par Franz Antel, sorti en 1956.
Il s'agit d'une adaptation de la pièce Der böse Geist Lumpacivagabundus de Johann Nestroy.

## Synopsis
Stellaris est mécontent de l'humanité et veut la détruire. La déesse Fortuna lui demande de repenser sa décision, les gens sont bons. Le mauvais esprit, Lumpazivagabundus, croit que l'humanité est mauvaise et permet à Stellaris de relativiser. Lumpazivagabundus doit montrer à Fortuna trois de ses fidèles partisans. Fortuna peut maintenant utiliser ses moyens pour en tirer trois de son côté. Si les trois humains sont bons à la fin, Lumpazivagabundus sera banni de la Terre en tant que mauvais esprit. Si Fortuna réussit à en tirer au moins deux, la Terre pourrait continuer à exister.
Lumpazivagabundus choisit trois hommes : le tailleur Willibald Zwirn perd son emploi parce qu'il est trop faible envers les femmes. August Knieriem est un buveur notoire et ne souhaite pas travailler depuis longtemps. Le charpentier Johann Leim travaille dur et aime la fille de maître charpentier, Pepi Hobelmann, mais elle est courtisée par le maire Stranzl, qui explique à Johann qu'il va épouser Pepi. Johann sort déçu du village d'Auental. Stranzl met secrètement le feu dans l'atelier de Johann puis la maison d'Hobelmann prend feu.
Knieriem, Leim et Zwirn se rencontrent sur la même route et vont ensemble. Ils arrivent à Weinstadt, où se déroule une grande fête du vin. Avec l'aide de Lumpazivagabundus, ils entrent dans la ville. Zwirn se lie d'amitié avec la serveuse Traudl et danse avec elle. Fortuna aide, de sorte que l'amitié devient un premier amour. Le lendemain, un grand tirage au sort aura lieu, le gros lot est de 100 000 thalers. Fortuna laisse les trois hommes rêver et avec de la chance, Knieriem, Zwirn et Leim peuvent avoir de l'argent le lendemain pour acheter un billet. Ils gagnent le gros lot et tous les trois partagent l'argent. Ils vont dans le monde et promettent de se revoir à Weinstadt dans un an.
Leim veut mener une vie scandaleuse à Vienne, mais il apprend dans la calèche que Pepi épousera le lendemain le maire Stranzl, même si elle en aime réellement une autre. Leim part à Auental et conquiert Pepi. Il paie le maire, qui veut extorquer Pepi et son père, car il leur a prêté 30 000 thalers pour la reconstruction de la maison brûlée. Au fil du temps, cependant, Leim devient mécontent, car Stranzl insinue la rumeur que Leim est l'auteur de l'incendie criminel. Il veut émigrer en Amérique, mais Pepi le retient. Ils envisagent maintenant de se marier à Weinstadt pour l'anniversaire et d'émigrer. Zwrin part à Paris, où le coureur de jupons séduit l'intrigante Signora Palpiti. Il achète cher un titre de noblesse, mène une vie luxueuse et ne réalise que dans une célébration somptueuse qu'il n'a plus d'argent. Zwirn s'enfuit. Traudl, qui l'avait suivi à Paris en tant que servante de Signora Palpiti, le suit maintenant à Weinstadt. Knieriem est resté fidèle à lui-même et à l'alcool et s'est installé dans un château avec une foule de personnes partageant les mêmes idées, où il mange et boit excessivement et lit dans les bouteilles de vin vides les signes d'une fin du monde. Quand il n'a plus d'argent, il retourne à Weinstadt.
Knieriem et Zwirn se rencontrent près d'Auental et sont arrêtés par un gendarme. Le maire Stranzl promet de les libérer quand ils mettront le feu à la grange de Stranzl le lendemain matin - le jour du mariage de Leim - et viendront ensuite à Weinstadt et accuseront Leim. Knieriem est d'accord avec enthousiasme. Le lendemain, les deux hommes arrivent à Weinstadt, où Leim les attend déjà. Stranzl hurle que sa grange est incendiée, Knieriem et Zwirn nient et accusent Stranzl d'être un menteur. De plus, ils obtiennent maintenant les aveux de Stranzl que c'est lui qui a autrefois incendié la maison de Pepi. Il doit maintenant rembourser les 30 000 thalers à Pepi et à son père Hobelmann. Avec l'argent, Leim offre un atelier à Zwirn. Seul Knieriem opte pour l'alcool au lieu de l'atelier de cordonnier. Fortuna a maintenant prouvé que les gens sont bons pour la plupart et Lumpazivagabundus est heureux de ne pas devoir disparaître de la terre.

## Fiche technique
- Titre : Lumpazivagabundus
- Réalisation : Franz Antel assisté d'Arnfried Heyne
- Scénario : Kurt Nachmann
- Musique : Hans Lang
- Direction artistique : Herta Hareiter, Otto Pischinger
- Costumes : Gerdago
- Photographie : Hans Heinz Theyer
- Son : Herbert Janeczka
- Montage : Arnfried Heyne
- Production : Georg M. Reuther
- Sociétés de production : Rhombus Film
- Société de distribution : Herzog-Filmverleih
- Pays d'origine :  Allemagne de l'Ouest
- Langue : allemand
- Format : Couleur - 1,37:1 - Mono - 35 mm
- Genre : Comédie
- Durée : 99 minutes
- Dates de sortie :
  -  Allemagne de l'Ouest : 16 août 1956.
  -  France : 3 avril 1957[1].

## Distribution
- Paul Hörbiger : August Knieriem
- Gunther Philipp : Willibald Zwirn
- Joachim Fuchsberger : Johann Leim
- Waltraut Haas : Pepi Hobelmann
- Günther Lüders : Lumpazivagabundus
- Jester Naefe : Signora Palpiti
- Renate Ewert : Traudl, la serveuse
- Jane Tilden : Fortuna
- Fritz Muliar : Stranzl, le maire
- Rudolf Carl : Strolch
- Fritz Imhoff : Fassl, l'aubergiste
- Hugo Gottschlich : Schnapperl, le gendarme
- Werner Finck : Stellaris
- Hans Moser : Hobelmann

## Source de traduction
- (de) Cet article est partiellement ou en totalité issu de l’article de Wikipédia en allemand intitulé « Lumpazivagabundus (1956) » (voir la liste des auteurs).